# Creos Deutschland

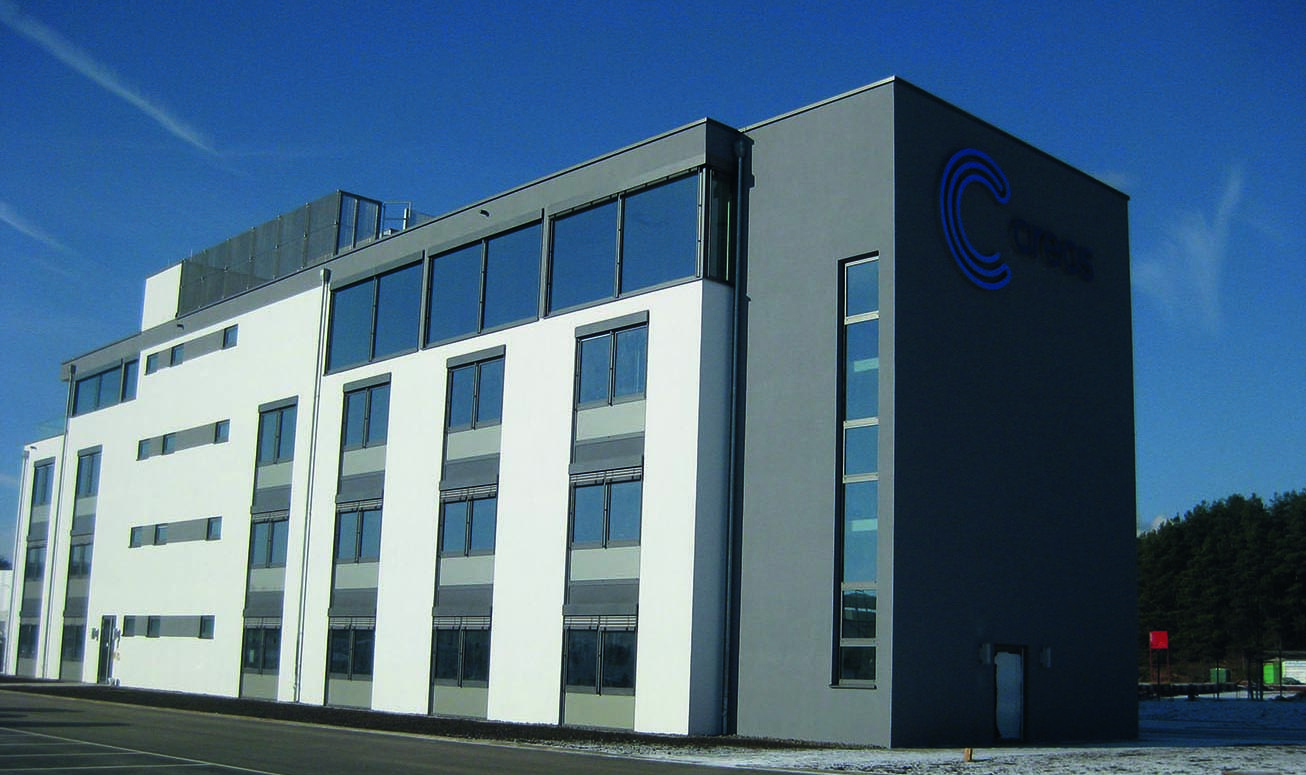
Firmensitz der Creos Deutschland GmbH in Homburg, 2017

Die Creos Deutschland GmbH ist ein in Homburg ansässiger Verteilernetzbetreiber. Die Gesellschaft versorgt mit ihrem ca. 1.650 km langen Gashochdrucknetz und ca. 450 km langem Hoch- und Mittelspannungsnetz mehr als 2 Mio. Menschen in 340 Städten und Gemeinden im Saarland und in Rheinland-Pfalz. Zu ihren Geschäftspartnern zählen Kraftwerksbetreiber, Industrieunternehmen, Gewerbebetriebe und Stadtwerke.

## Vorgängergesellschaft
Die Creos Deutschland GmbH ist Nachfolger der Saar Ferngas Transport GmbH. Die Saar Ferngas Transport GmbH ist aus der Saar Ferngas AG entstanden. Das Vorgängerunternehmen wurde 1929 als Ferngasgesellschaft Saar gegründet.
Im Zuge des sogenannten Unbundlings mussten die Gesellschaftstätigkeiten der Saar Ferngas AG im Jahre 2004 gemäß dem Energiewirtschaftsgesetz (EnWG) getrennt und in jeweils selbständige Unternehmen überführt werden.  Die Saar Ferngas AG (für die Marktrolle Lieferant) und die Saar Ferngas Transport GmbH (für die Marktrolle Verteilernetzbetreiber) wurden am Markt etabliert. Die Saar Ferngas AG blieb Eigentümer der ausgegliederten Saar Ferngas Transport GmbH.
In den Jahren 2005 bis 2010 erlebte die Konzernmutter Saar Ferngas AG zahlreiche Eigentümerwechsel. Schließlich erfolgte eine Fusion mit den beiden luxemburgischen Energieversorgungsunternehmen Cegedel S.A. und Soteg S.A., die zur Bildung der gemeinsamen Encevo Gruppe führte.
Mit der Reform des EnWG kam die zusätzliche Auflage, dass der Verteilnetzbetreiber einen anderen Unternehmensnamen tragen muss, von dem der Endverbraucher nicht unmittelbar auf den sogenannten assoziierten Energielieferanten schließen kann. Ein Unternehmensname, der „Saar Ferngas“ oder „Enovos“ enthält, wurde damit unzulässig. Infolgedessen wurde die Saar Ferngas Transport GmbH umbenannt in die heutige Creos Deutschland GmbH.

## Unternehmensdaten 2017
- Bilanzsumme: 130,0 Mio. €
- Umsatzerlöse: 88,2 Mio. €
- Investitionen: 17,7 Mio. €
- Mitarbeiter: 120
- Einwohner im Versorgungsgebiet: rund 2 Mio.
- Ausgespeiste Jahresarbeit (Erdgas): 30,6 Mrd. kWh[6]
- Jahreshöchstlast: 8.456 MW

## Versorgungsgebiet
Das Versorgungsgebiet erstreckt sich über das Saarland und Teile von Rheinland-Pfalz.